# Thereutria
Thereutria is een vliegengeslacht uit de familie van de roofvliegen (Asilidae).

## Soorten
- T. amaraca (Walker, 1849)
- T. pulchra Schiner, 1868
- T. pulchripes White, 1918
- T. tesselata (Hardy, 1930)
- T. whitei Daniels, 1989